# Любань (Лунинецкий район)
Любань (бел. Лю́бань) — агрогородок в Лунинецком районе Брестской области Беларуси. В составе Лахвенского сельсовета.

## География
В агрогородке расположен железнодорожный остановочный пункт Любань; на линии Калинковичи — Лунинец, между станцией Синкевичи и станцией Лахва.
Пролегает дорога Н-32.
Ближайшие населённые пункты Лахва, Лаховка и др.

## История
В печатных источниках первое упоминание о Любани датируется 1588 годом. Известно, что тогда деревня принадлежала имению Лахва, здесь имелось 29 волок земли. 
Однако ещё в 1523 году деревня не существовала. Ведь известно, что если в 1523 году троцкий каштелян и слонимский державец Ян Радзивилл потребовал от шурина, владельца Лахвы, Петра Станиславовича Кишки выдела сестре Анне (жене Радзивилла) соответствующей части отчизных, материзных земель, и согласие было достигнуто, то при составе инвентаризации в списках деревень и дворов Любань ещё не упоминается. 
В дальнейших инвентарях числится: в 1672 году Любань — село имения Лахва, 22 двора и 28,5 волоки (из них 13 пустых); в 1785 году Любань — село имения Лахва, 46 дворов.
В 1908 году в Лаховской волости Мозырского уезда Минской губернии.
В 1912 году в Любани был 61 двор. В 1914 году на свои средства любанцы открыли начальную школу. На должности учителей были приглашены деревенские более образованные по тому времени ребята Иван Корониха, а с 1915 года — Андрей Шевчик. Занятия велись в домах сельчан, на русском языке.
С 1922 года вновь открылась школа, и на конец 1930-х годов учебой было задействовано основное количество деревенских детей.
В 1928 году польские власти начали массовое переселение населения из деревень на хуторы. Многие из деревни работали на заготовке и посадке леса, на строительстве гребли Лахва — Давид-Городок, на копке канав и насыпке дамб в рыбхозе «Лахва». В Любани был построен кирпичный завод, которым руководил Янкель Клаз (8 рабочих). В 1934 году организована рыболовецкая артель. Обслуживание паромной переправы через реку Припять (Лаховский перевоз) велось также бригадой любанцев.
В 1946 году проживало 980 жителей (224 хозяйства). В 1948—1949 годах в Любани были созданы 2 колхоза: «имени Пономаренко» и «имени Некрасова». В 1950 году эти колхозы и колхозы деревни Лаховка были объединены в одно хозяйство «Знамя коммунизма». В сентябре 1959 года «Знамя коммунизма» объединилось с перуновским колхозом «имени Дзержинского» в одно крупное хозяйство, которое в 1964 году получило название «Новое Полесье». Благодаря В. А. Степченко, который в 1959 году возглавил это хозяйство, колхоз за короткий срок смог выйти на передовые рубежи не только в районе, но и в области. Во времена его правления (до 1974 года) «Новое Полесье» — один из крупнейших колхозов (имел 5151 га земли, в том числе 1864 — пашня) стал экономически сильным хозяйством. Было развито не только мясо-молочная и зерновая отрасль, но и свиноводство, птицеводство, пчеловодство, выращивались картофель и свекла. Так, в 1967 году в колхозе имелось 55 тракторов, 18 комбайнов, более 30 автомашин и много другой сельхозтехники.
В 1940—1960 годах центр Любанского сельсовета.
В 1960—1970 годах построены Дом культуры и средняя школа, комбинат бытового обслуживания с гостиницей и торговый центр, 2 детских сада и банно-стиральный комбинат, почтовое отделение и ФАП, правление колхоза и сберегательная касса, заложен большой парк и возведен стадион. Работали многие спортивные секции. А футбольная команда «Новое Полесье» не единожды завоевывала кубки района, области и даже республики.
В 1960—1980 годах работала музыкальная школа, при сельском Доме культуры имелся большой коллектив художественной самодеятельности; очень часто на сцене Дома культуры выступали известные хоры, ансамбли и лучшие артисты Беларуси. В деревне неоднократно бывал Пётр Машеров, приезжали Нил Гилевич, Пимен Панченко, Иван Шамякин, Анатолий Вертинский и другие, а также артисты Купаловского театра. А Андрей Макаёнок некоторое время жил здесь. В то время им написана пьеса «Таблетка под язык», прототипом главного героя которой является В. А. Степченко.
В 2010 году деревня Любань преобразована в агрогородок.

## Население

### Численность
- 2009 год — 736 жителей

### Динамика
- 1908 год — 790 жителей, 113 дворов[3]
- 1972 год — 1 202 жителей, 326 хозяйств
- 1992 год — 1 137 жителей, 360 хозяйств
- 1999 год — 918 жителей (перепись населения)
- 2002 год — 939 жителей, 314 хозяйств
- 2009 год — 736 жителей (перепись населения)[3]

## Культура
- Дом культуры
- Музей ГУО «Любанская средняя школа Лунинецкого района»

## Достопримечательность
- Братская могила[5]. В 1969 году установлен обелиск.

## Галерея

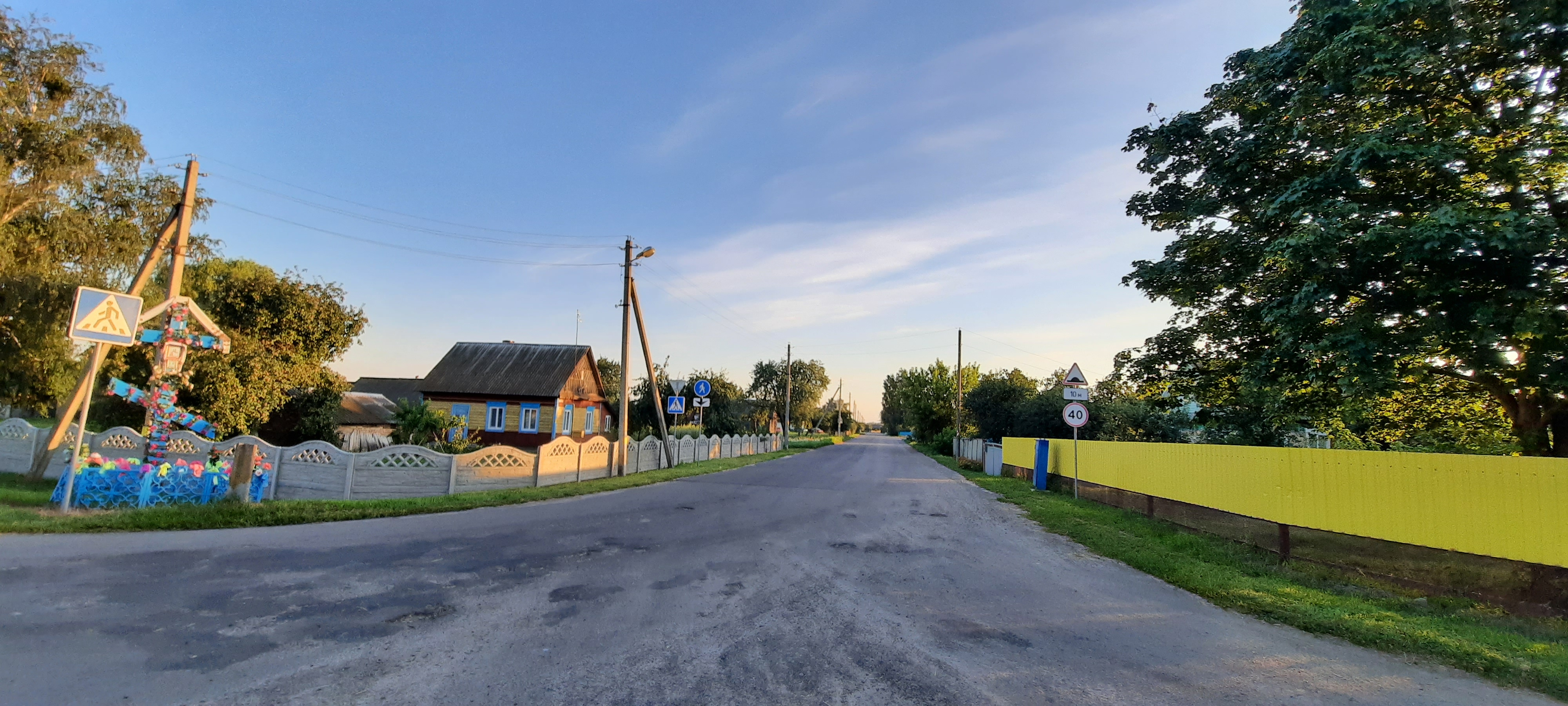
Панорама
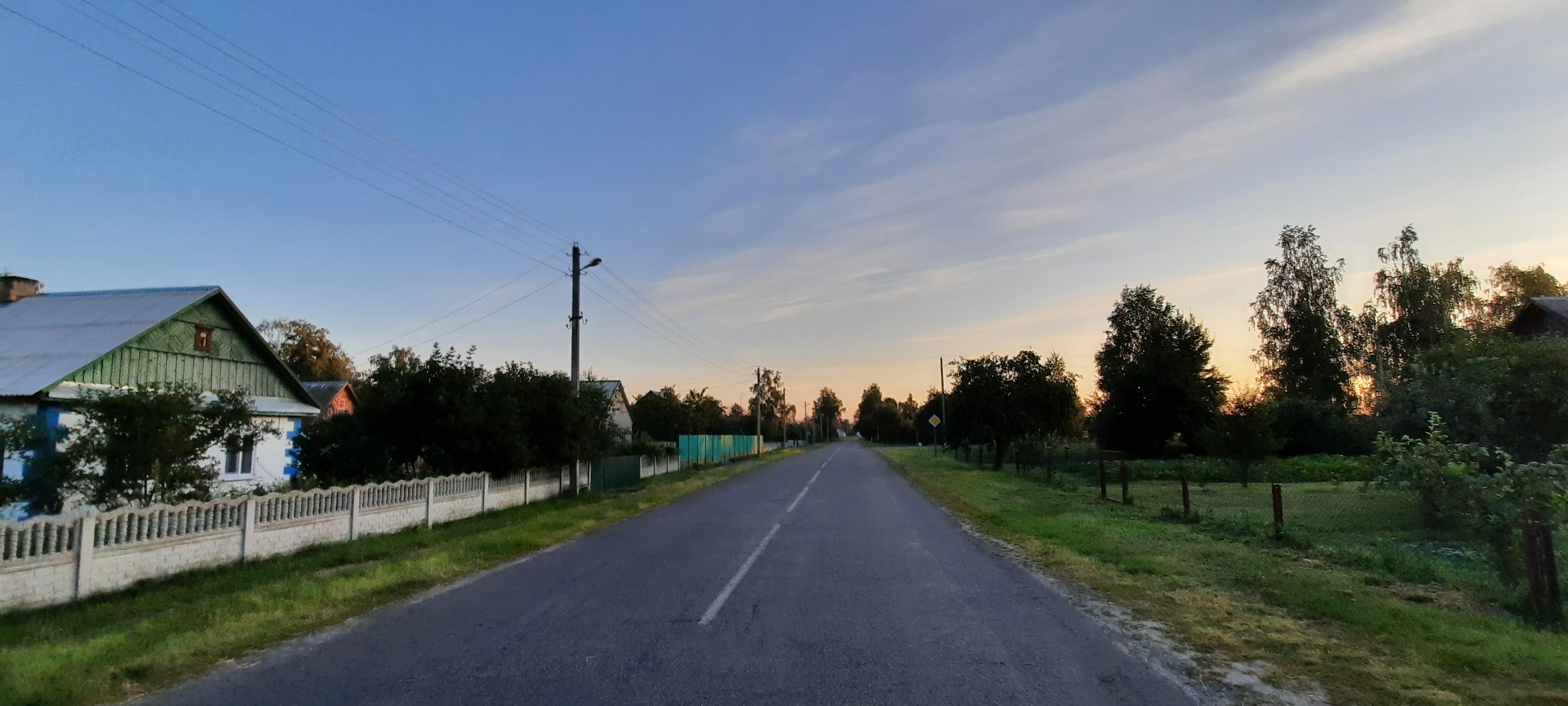
Панорама
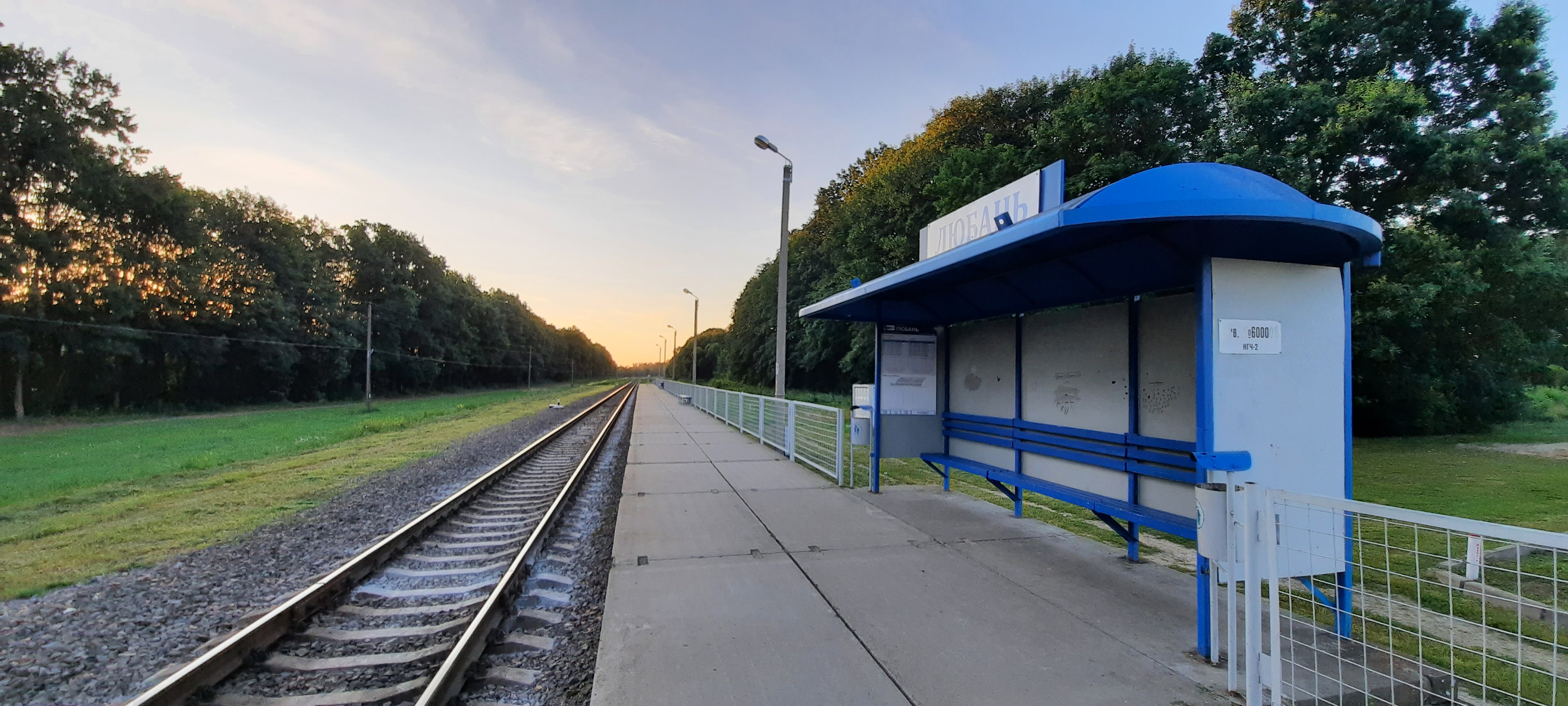
Ж/д остановочный пункт Любань

## Известные лица
- Верамчук, Иван — кандидат физико-математических наук.
- Насеня, Анатолий Васильевич — белорусский политик.